# Westergeest (Friesland)
Westergeest (Fries, officieel: Westergeast, [vɛstr’ɡɪ.əst]) is een dorp in de gemeente Noardeast-Fryslân, in de Nederlandse provincie Friesland. Westergeest ligt ten noordwesten van Oudwoude. Het dorp ligt tussen de Nieuwe Zwemmer en de Stroobossertrekvaart, ten noordoosten van de N910. Aan de Stroobossertrekvaart ligt een haven en verder kent het dorp enkele campings. In 2023 telde Westergeest 620 inwoners. Onder het postcodegebied van het dorp vallen de buurtschappen Beintemahuis, Bonte Hond (deels), Kettingwier, Weerdeburen en Westerburen. 

## Geschiedenis
Westergeest is waarschijnlijk in de vroege Middeleeuwen ontstaan. Het is ontstaan op een hoger gelegen zandrug ten noordwesten van de hoge gronden van de Friese Wouden, die daarvan gescheiden werd door een laag gebied, De Warren geheten.
De Stroobossertrekvaart ten zuidwesten van het dorp werd tussen 1654 en 1656 gegraven. Het dorp is geleidelijk verdicht. Na de Tweede Wereldoorlog kwam de verdere dorpsuitbreiding in het westen tot stand.
De plaats werd in de 14e eeuw, circa 1333 vermeld als Ghaest, in 1444 als Gaest en Gast, in 1467 als Westergast en in de 19e eeuw Westergeest en Westergaast. De plaatsnaam duidt oorspronkelijk op Oudfriese woord gast (geest), wat hoger gelegen zandgrond betekende. De latere toevoeging 'wester', werd toegevoegd om het te onderscheiden van Wijgeest, waarvan het ten westen is gelegen.
In de periode 1811-1816 vormde het dorp samen met Oudwoude de gemeente Westergeest/Oudwoude. In 1816 werd de gemeente weer bij Kollumerland gevoegd. Oorspronkelijk viel Triemen onder het dorp, voordat deze in 1943 een zelfstandig dorp werd. Andere plaatsen die tot het dorpsgebied hebben behoord zijn; De Wirden, Hanenburg, Zandbulten en Zwagerveen. Tot 2019 viel het onder de gemeente Kollumerland en Nieuwkruisland waarna deze is opgegaan in de Noardeast-Fryslân.

## Kerk

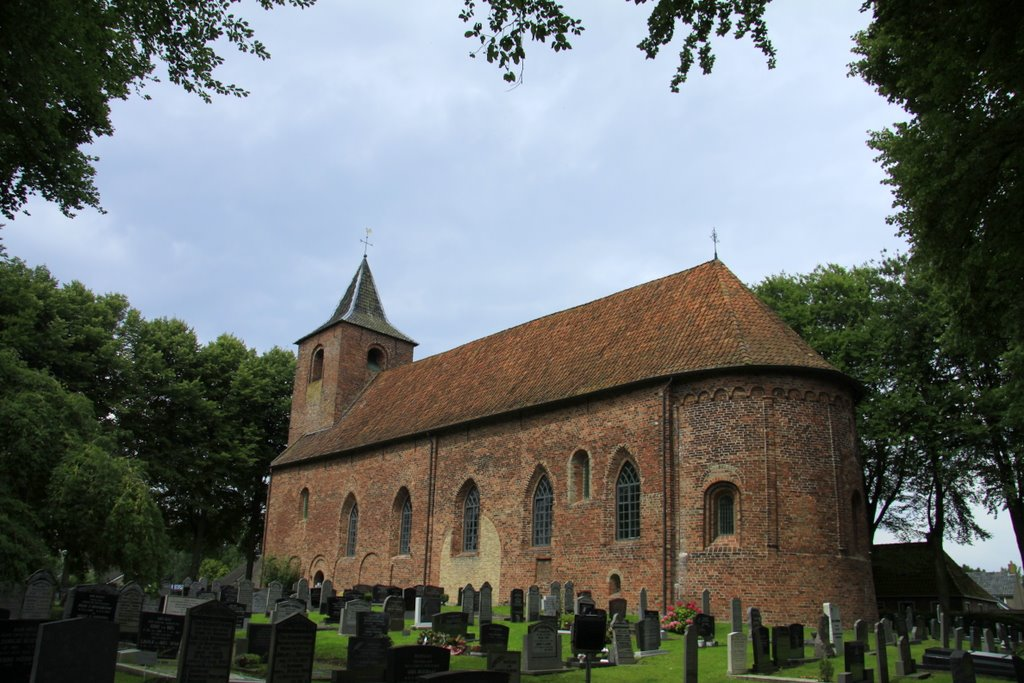
Kerk van Westergeest

De kerk van Westergeest is een hervormde kerk uit de 13e eeuw. De kerk werd gebouwd als opvolger van een oudere kerk, die gewijd was aan Martinus. Het schip kent restanten tufsteen die waren gebruikt voor de voorganger.
De kerk had kerktoren met een zadeldak maar in 1807 werd de toren verlaagd en vervangen door vlakopgaande toren met ingesnoerde spits. Op de muur van de kerk bevindt zich een zonnewijzer uit 1873. De kerk staat op een hoog kerkhof in een dichte boomzoom.

## Sport
Sinds 1964 kent het dorp de gemeenschappelijke voetbalclub, WTOC (Westergeest Triemen Oudwoude Combinatie), de voetbalvereniging speelt op de velden in Oudwoude. Het dorp kent verder onder meer de tennisvereniging TC Foestrum.
Jo de Boer was een bekende wielrenner uit het dorp.

## Cultuur
Het dorp heeft een dorpshuis, De Tredder. Het dorpshuis staat aan de zuidelijke rand van het dorp. Verder kent het dorp de in 1909 opgericht brassband De Bazuin.

## Onderwijs
Het dorp heeft een basisschool, De Bining geheten. Deze school stond tot begin 2012 in het dorp Triemen, in 2012 werd de nieuwe school bij het dorpshuis geopend.